# 中村緑
中村 緑（なかむら みどり、1955年5月16日 - ）は、山陰放送 (BSS) の元アナウンサー。

## 来歴
愛媛県新居浜市出身、鳥取県米子市育ち。鳥取県立米子西高等学校、駒澤短期大学卒業。
短大を卒業後、1976年に山陰放送に入社。同局のアナウンサーを務めた後、2005年に退社した。
その後、2011年に『歌のない歌謡曲』のパーソナリティになり、6年ぶりにラジオの現場へ復帰した。

## 担当番組

### テレビ番組
- ザ・ベストテン（TBS） - 中継リポーター
- テレポート山陰[1][2]

### ラジオ番組
- 音楽の風車[1]
- 歌のない歌謡曲（2011年 - 2015年[6]）[1]
- こんにちはラジオです[1]
- ガブッと土曜日まるかじり[1]
- パパの青春、ママの青春
- ときめき朝ちゃん（1998年 - 2000年）
- ご近所わいど 今日もハレルヤ!（2000年 - 2005年[7]）